# Adam's Curse
Adam's Curse is een populairwetenschappelijk boek uit 2003 van de Engelse schrijver Bryan Sykes. Het kwam in 2004 in een Nederlandse vertaling uit met als titel: 'Een toekomst zonder mannen'. De ondertitel luidde: 'Wordt de man met uitsterven bedreigd?'

## Titel
De originele Engelse titel “Adam’s curse” is één aspect van de inhoud. Inderdaad lijkt het Y-chromosoom in de door de auteur getekende wereld een vloek voor zichzelf en de mensheid. Dit komt door de nietsontziende behoefte om zich voort te planten.
Het andere aspect is de wat voorbarige voorspelling van de auteur in de titel van de Nederlandse vertaling. "Een toekomst zonder mannen", omdat het Y-chromosoom het meest toegetakelde chromosoom van de mens is.

## Thema
De strijd tussen de mannelijke en vrouwelijke sekse. Het Y-chromosoom staat voor het mannelijke. Voor het vrouwelijke staat niet zoals argeloze lezers zouden denken het X-chromosoom maar het mitochondriaal DNA.

## Inleiding
De auteur is een aanhanger van de theorie van Richard Dawkins zoals al 40 jaar verwoord in zijn standaardwerk The Selfish Gene.  Seksuele voortplanting is nuttig voor de soort in haar strijd tegen parasieten. Genen zelf zijn zelfzuchtig maar moeten wel samenwerken. De grootste tegenstelling bestaat tussen het Y-chromosoom dat alleen via vaders wordt doorgegeven aan alleen zonen en het mitochondriaal DNA, dat via moeders aan al haar kinderen wordt verstrekt, maar slechts voortleeft via dochters.  Kortom de strijd tussen de genen van de Mitochondriale Eva en de Y-chromosomale Adam.

## Inhoud
Het boek volgt het Y-chromosoom in het verleden van deze aarde. 
De auteur begint met zijn eigen afkomst in mannelijke lijn. Hij weet die terug te voeren op zijn eigen voorvader Henri del Sike, die in het hedendaagse Engeland circa 10.000 mannelijke nakomelingen heeft. De in dezelfde tijd levende Genghis Khan heeft naar schatting 30 miljoen mannelijke nakomelingen en zijn Y-chromosoom is daarmee veruit het succesvolste Y-chromosoom van de mensheid. 
Volgens de auteur is bij de omschakeling van de mens op de landbouw een disbalans ontstaan tussen de seksen. Mannen konden meerdere vrouwen nemen en zo hun Y-chromosoom versneld vermenigvuldigen. Haremvorming maar vooral brute veroveraars zoals Denghis Khan en kolonisten zijn daarvan het historische bewijs.
Het mitochondriaal DNA zit in een lastiger positie. De auteur verdiept zich in trucs in deze oorlog om de balans tussen het aantal zonen of dochters te beïnvloeden. Al schrijvende weg noteert de auteur dat het mitochondriale DNA netjes beschermd zit in een cel, maar dat het Y-chromosoom aan het aftakelen is en binnen honderdduizenden jaren zal uitsterven. Elke dag wordt het blootgestelde aan mitochondriale superoxiden die het genenpakket aanvallen.
Het Y-chromosoom heeft als genetisch kenmerk en wapen zijn SRY-gen, dat andere genen activeert en testosteron laat produceren. Hierdoor is het seksebepalend. Hoewel sommige Y-chromosomen de afgelopen eeuwen zeer succesvol zijn geweest, wordt het toch bedreigd wegens sterke genetische aftakeling. Het bevat nog maar een aantal genen en is nauwelijks meer in staat om fouten in zijn code tijdens de voortplanting via recombinatie te herstellen.
Het knaagdier Ellobius lutescens lijkt een trucje onder de knie te hebben. Het mannetje bezit twee XX-chromosomen, waarop het seksebepalende gen is gesitueerd. De auteur filosofeert of het mogelijk is de noodzakelijke stukken uit het Y-chromosoom over te brengen op het complementaire X-chromosoom. Hij noemt dit het Adonis-gen. Omgekeerd wordt in de roman De rode koningin het SRY-gen van alle mannen bewust uitgezet door een gemodificeerd pokkenvirus. Alle mannen zijn daarna gedoemd te sterven, omdat het complementaire 23e X-chromosoom dan niet kan functioneren. De vrouwen hebben in de roman een gebrekkige methode ontdekt om hun eicellen te laten fuseren op weg naar een toekomst zonder mannen.